# NGC 502
NGC 502, (còn được gọi là PGC 5034 hoặc UGC 922), là một thiên hà dạng thấu kính trong chòm sao Song Ngư.  Nó nằm cách Hệ Mặt trời khoảng 113 triệu năm ánh sáng và được phát hiện vào ngày 25 tháng 9 năm 1862 bởi nhà thiên văn học người Đức Heinrich Louis d'Arrest.
Khoảng giữa những năm 1962 và 1974, khi Danh mục hình thái của các thiên hà được xuất bản, các đặc điểm nhận dạng của NGC 502 và NGC 505 đã bị đảo ngược. Trên thực tế, NGC 502 tương đương với MGC +01-04-041 chứ không phải MCG +01-04-043 như đã nêu trong danh mục.

## Lịch sử quan sát
Arrest đã phát hiện ra NGC 502 bằng kính thiên văn phản xạ 11 inch ở Copenhagen. Vị trí mà anh ấy đo được trong bốn đêm riêng biệt, khớp với cả UGC 922 và PGC 5034. John Louis Emil Dreyer, người tạo ra Danh mục chung mới, đã mô tả thiên hà này là "sáng đáng kể, nhỏ, tròn, sáng hơn ở giữa và nhân".